# 骊山街道
骊山街道，是中华人民共和国陕西省西安市临潼区下辖的一个街道办事处。

## 行政区划
骊山街道下辖以下地区：
西大街社区、东大街社区、开发区社区、华清社区、疗区社区、西关社区、北关社区、火车站社区、西铁社区、东关社区、姜寨社区、西街村、东街村、胡王村、陈沟村和东安村。